# Manannan Mac Llyr
Manannan Mac Llyr é uma divindade celta ligada ao mar e ao "Outro Mundo". É tido como filho de Lir, um dos Tuatha Dé Danann, possivelmente o pai de Niamh e Clíodhna . É também a ele atribuída a guarda do portal que conduz ao do outro mundo.